# Поеницеле (Бузау)
Поеницеле (рум. Poenițele) насеље је у Румунији у округу Бузау у општини Киожду. Oпштина се налази на надморској висини од 664 m.

## Становништво
Према подацима из 2002. године у насељу је живело 324 становника, од којих су сви румунске националности.